# Château de Vieillevie
Le château de Vieillevie est un château situé en France sur la commune de Vieillevie, en région Auvergne-Rhône-Alpes.

## Historique
Château d’origine médiévale, remanié au XVIe siècle.

### Protection
Le château est inscrit au titre des monuments historiques par arrêté du 15 septembre 1993.

## Description
Le château se compose d’un corps de logis rectangulaire, flanqué de deux tours circulaires aux angles sud-ouest et nord-ouest, et d’une aile en décrochement au nord. La façade sud est percée d’un portail chanfreiné à arc surbaissé. L’édifice conserve des hourds et mâchicoulis en bois, éléments rares. À l’intérieur subsistent des cheminées anciennes et des plafonds à poutres apparentes.